# Georg II. von Helfenstein

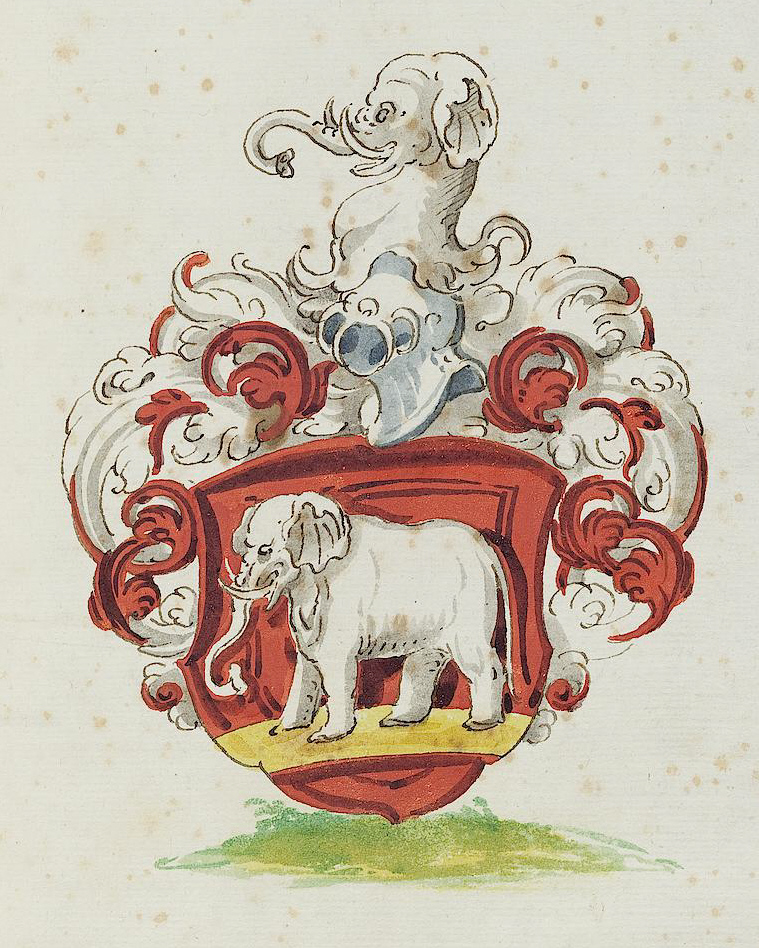
Wappen der Adelsfamilie von Helfenstein

Georg II. Graf von Helfenstein-Wiesensteig, Freiherr von und zu Gundelfingen (* 7. November 1518 in Bamberg; † 8. November 1573 in Neufra) war ein deutscher Offizier und Staatsmann.

## Leben
Helfenstein stammte aus dem schwäbischen Helfenstein. Er trat 1542 als Hauptmann im Ersten Österreichischen Türkenkrieg und im selben Rang gegen Frankreich 1544 in Erscheinung. Am Schmalkaldischen Krieg nahm er zwei Jahre darauf als Oberstleutnant teil. Im Zuge der Neuordnung nach dem Schmalkaldischen Krieg wurde er 1547 Richter und Präsident des Reichskammergerichts in Speyer.
Helfenstein wurde 1551 von König Ferdinand als Oberst zum Beauftragten in Siebenbürgen ernannt, 1553 zum Obersten Landvogt im Elsass. 1557 trat er als königlicher Kommissar beim Reichstag in Regensburg in Erscheinung und anschließend als Truppenführer in Raab. 1558 wurde er Statthalter von Oberösterreich. 1559 kam er als Hofmeister an den Hof des Kaisers Ferdinand, für den er diplomatische Aufgaben in England und beim Papst übernahm.
Helfenstein lebte in Neufra. Dort ließ er zwischen 1569 und 1573 mit 202 Leibeigenen vor seinem Schloss auf einer eigens errichteten Erweiterung des natürlichen Schlossberges die hängenden Gärten von Neufra errichten, die 1988 restauriert wurden.
Der Präsident des Reichskammergerichts und Publizist Schweikhard von Helfenstein war sein Sohn.